# Maison-legs de Ljubica Filipović à Kragujevac
La maison-legs de Ljubica Filipović à Kragujevac (en serbe cyrillique : Кућа-легат Љубице Филиповић у Крагујевцу ; en serbe latin : Kuća-legat Ljubice Filipović u Kragujevcu) se trouve à Kragujevac, dans le district de Šumadija, en Serbie. Elle est inscrite sur la liste des monuments culturels protégés de la république de Serbie (identifiant no SK 1677).

## Présentation
La maison, située 52 rue Tanaska Rajića, a été construite dans l'entre-deux-guerres et elle offre un exemple précieux de l'architecture urbaine de cette époque à Kragujevac.
Constituée d'un haut rez-de-chaussée, elle est dotée d'une corniche proéminente et de pilastres d'angle.
Cette maison est un legs de la peintre Ljubica Filipović qui, née à Rijeka (Fiume) en 1885, a vécu à Kragujevac jusqu'à sa mort en 1975. Elle a peint dans le style impressionniste ; bien que devenue aveugle dans ses dernières années, elle a peint sans relâche. Elle a légué la maison où elle vivait ainsi que toutes ses œuvres au musée national de Kragujevac.